# ペンク山

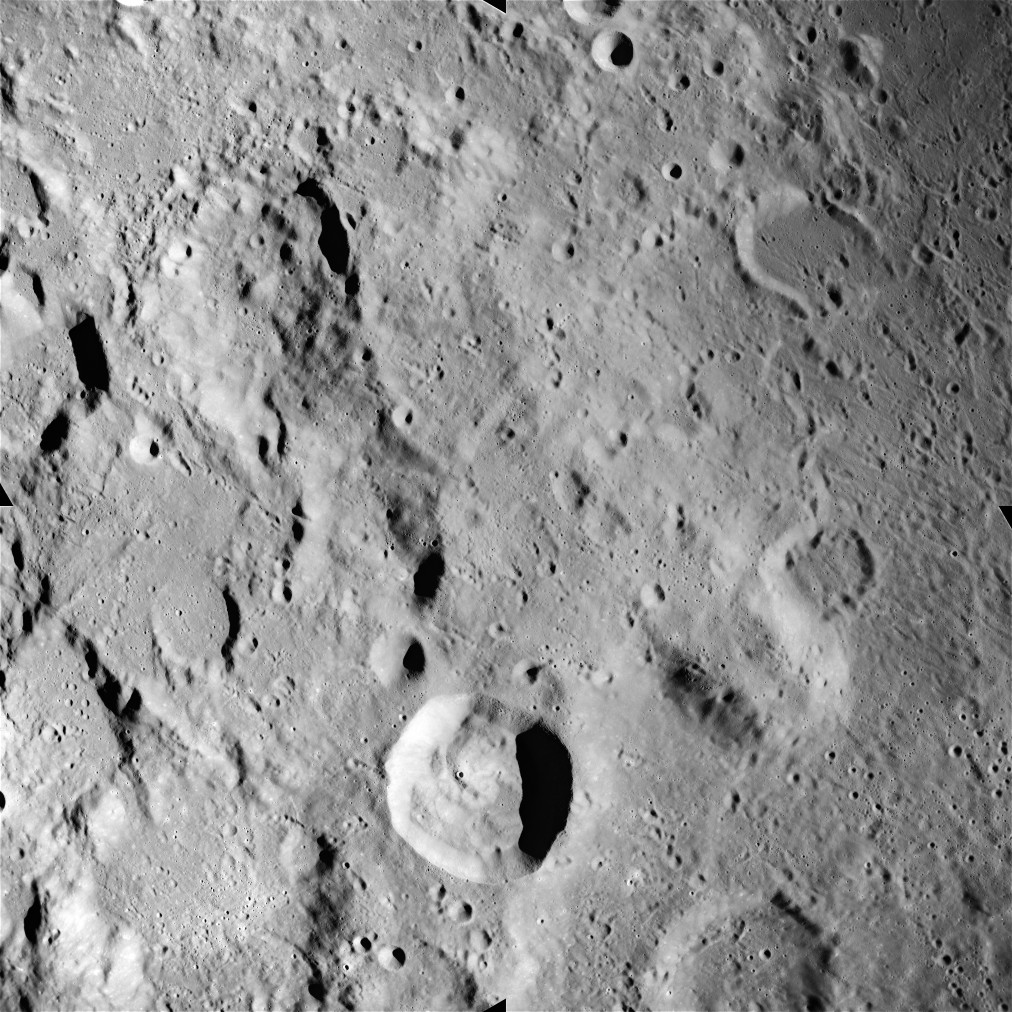
画像右端の真ん中より少し上にペンク山がある。中央下にはカント、左上にはツェルナーが見える。

ペンク山(Mons Penck)は、月の表にある山である。カントの北東、イブン・ルシュドの北にある。ペンク山の南東には、大きなクレーターであるテオフィリスとキュリッロスがある。
ペンク山の月面座標は、南緯10.0°、東経21.6°である。直径は約30kmで、標高は4kmである。ドイツの地理学者アルブレヒト・ペンクに因んで名付けられた。